# Lennart Ljung (fotbollsspelare)
Lennart Ljung, född 1949, är en svensk före detta fotbollsspelare, målvakt och målvaktstränare.
Lennart Ljung var under många år målvakt i Halmstads BK. Mellan 1972 och 1981 spelade han 209 matcher i allsvenskan och var med och tog klubbens två första SM-guld, 1976 och 1979. Han ses, i konkurrens med Håkan Svensson, allmänt som klubbens bästa målvakt genom tiderna. Efter sin aktiva karriär var Ljung målvaktstränare i Sveriges landslag mellan 1994 och 2010. Han har även varit målvaktstränare i Halmstads BK och Malmö FF samt huvudtränare i IF Leikin och BK Astrio. Han har även varit idrottslärare på Kattegattsgymnasiet i Halmstad.